# 2023年ネバダ大学ラスベガス校銃撃事件
2023年ネバダ大学ラスベガス校銃撃事件（2023ねんネバダだいがくラスベガスこうじゅうげきじけん）は、2023年12月6日に発生した、ネバダ大学ラスベガス校（University of Nevada, Las Vegas / UNLV）で3人が死亡し、3人が負傷（うち2名が警察官）した銃撃事件。犯人は警察によって射殺されている。

## 事件の背景
事件現場となった建物は、教職員棟でリー・ビジネススクールの主要な教室が置かれている。この建物は、6年前にラスベガス・ストリップ銃乱射事件が起こった現場から、およそ5キロメートルしか離れていない。

## 銃撃事件
襲撃者のトニー・ポリトは、トーラスの9mm拳銃と11のマガジンを携えて、太平洋標準時11:30ごろにキャンパスに到着している。15分後、ラスベガス市警は、ビル内に銃撃犯がいるという最初の通報を受けた。報道によれば、警察は最初の通報から1分後には現場の建物に入り、銃撃犯は4階から始めて下の階に向かって銃撃し続けた。建物内にいた証言者は、建物内に警報が鳴り響いて皆が混乱したが、誰かが "銃だ！" と叫ぶのを聞いて安全な場所に逃げたと言う。
8分後、UNLVはツイッターに、警察は発砲の通報に対応しており、"安全な場所に避難せよ" と投稿して警告した。およそ20分後、大学は別の建物で発砲があったことを伝えている。
11:55ごろ、ポリトは建物から出て、警察に射殺された。

## 被害者
教職員の3人が亡くなり、1人が怪我を負った。亡くなったのは、会計学のパトリシア・ナバロ-ベレス教授、経営情報システムのチャ・ジャン(ジェリー)・チャン教授、人文科学部の日本学を教える武丸直子准教授の3人。
負傷した教職員は、38歳の客員教授で、致命傷に耐えた。翌日、怪我の状態が悪化し、ランクが "命を脅かす" に下げられた。他に銃撃戦で2人の警察官が負傷している。また、混乱の中で負傷した何人かが治療を受けている。

## 銃撃犯
アンソニー・ポリト (1956年 - 2023年12月6日) が犯人と特定された。彼はノースカロライナ州に育ち、終身雇用のビジネスクラスの准教授(associate professor)として2001年から2017年までイースト・カロライナ大学に勤めた。その後ポリトはネバダに移り、2018年から2022年までローズマン医療大学で非常勤教授(adjunct professor)としてビジネスについて教えていた。彼は教授の職を求めてUNLVを含むネバダ中の大学に応募したが、どこからも採用されなかった。前の雇用主によると、イースト・カロライナ大学を辞職してローズマン医療大学で勤めたが、学校が彼の教えていた講義要目を廃止して職を失った。彼はそのほかにイースト・カロライナ大学(1922-1994)、ジョージア大学(1994-1999)、ノーザン・アイオワ大学(1999-2001)、それにブレノー大学で1学期の職歴を履歴書に書いていた。
ポリトは報いを受けさせる"標的リスト"を作成していた。そこにはイースト・カロライナ大学時代の同僚の名もあった。しかし警察によって、実際の被害者の中には"標的リスト"に記された人物がいなかったことが確認されている。
イースト・カロライナ大学時代の元生徒の証言によれば、生徒が提出する教授評価に低評価が付くことにポリトが執着し、"誰がやったかわかっている"とクラスの特定の生徒を名指しすることもあった。
またポリトはソーシャルメディアでの活動に熱心だった。ネット上に残された記録からはラスベガスと陰謀論に興味があったことが見てとれ、三極委員会のような世界の支配を目論む組織についての陰謀論の投稿もしていた。

## 捜査活動
FBIとATFが地元捜査機関に協力している。ラスベガス市警、大学警察、連邦保安局が事件について捜査した。アパートの捜索では、銃弾と立ち退き通知が発見され、何台かのパソコンとハードディスクドライブが押収された。事件の少し前に、全米の大学人事部に宛てて20通を超える手紙を送ったことが確認されている。その中のいくつかには無害な粉(滑石など)が同封されていた。

## 事件の余波
UNLVはラスベガス・コンベンション・センターに再会センターと緊急ホットラインを設立した。学校の管理者は事件のあった週の授業を中止し、事件翌週の期末テストをどう進めていくか話し合いを始める。12月8日、UNLVの学長が自ら、学校が経験した肉体的・精神的な傷を理由に、2023年の残りの授業と期末テストを中止すると発表した。
南ネバダ大学はキャンパスを閉鎖し、州間高速道路15号線は第一報を受けて急行する車両のために封鎖された。UNLVとデイトン大学とのバスケットボールの試合も中止され、近くのハリー・リード国際空港はセキュリティを理由に空港が閉鎖された。

## 社会の反応
ホワイトハウス報道官のカリーヌ・ジャン＝ピエールは連邦政府は乱射事件を注視しているとの声明を出した。ジョー・バイデン大統領は事件の数日後にラスベガス訪問の予定があった。ラスベガス市長のキャロリン・グッドマンは事件を "悲惨で胸が締め付けられる" とツイートし、"警察が対応しており、キャンパスの皆のために祈っている"と述べた。上院議員のジャッキー・ローゼンとキャスリーン・コルテス・マストは支持者に現場付近を避けるよう促している。
アメリカ大学教授協会代表は声明を発表し、 "無分別な暴力" の犠牲者に哀悼の意を示し、銃規制の改正を呼びかけた。この呼びかけにアメリカ教師連盟とネバダ州大学職員連合が賛同している。彼らは暴力を批難し、銃規制の改正を呼びかけている。
事件当日、ベガス・ゴールデンナイツはセントルイス・ブルースとの試合前に黙祷を捧げて、事件の4日後にはサンノゼ・シャークスとの試合前のセレモニーで犠牲者を追悼している。また、彼らは特別なTシャツを遺族とともに着用し、特別なヘルメットで試合に挑み、黙祷を呼びかけた。
事件によって、12月7日にUNLVキャンパスで予定されていたロデオの大会は中止され、12月8日の大会で黙祷が捧げられている。
ラスベガス・レイダースは12月10日のミネソタ・バイキングスとの試合前に黙祷を捧げ、マックス・クロスビーはUNLVの旗をフィールド中央に持っていき、星条旗の隣に添えた。